# Ennepetaler Schluchten
Die Ennepetaler Schluchten sind eine naturräumliche Einheit mit der Ordnungsnummer 3361.10 innerhalb der Hagener Randhöhen (3361.1) und umfassen laut dem Handbuch der naturräumlichen Gliederung Deutschlands die in die Breckerfelder Hochfläche (3361.0) tief eingeschnittenen, zumeist bewaldeten Täler der mittleren Ennepe und Heilenbecke zwischen Ennepetal-Milspe und der Ennepetalsperre bzw. der Heilenbecker Talsperre.
Die Flüsse haben sich steilhängig und tief in die Tonschiefer und Sandsteine der Brandenbergschichten des Eifeliums eingegraben. Das lebhafte Gefälle der wasserreichen Ennepe und Heilenbecke begünstigte die Ansiedlung von zahlreichen protoindustriellen Wassermühlen und Hammerwerken.
Eine Besonderheit im Naturraum ist die Kluterthöhle im Unterhang des Klutertbergs bei Milspe, die durch Auswaschungen in den Kalkeinlagerungen eines Restvorkommens von Oberen Honselschichten entstanden ist.